# 劇場版 魔法少女小圓
《劇場版 魔法少女小圓》（日語：劇場版 魔法少女まどか☆マギカ）是一系列由SHAFT公司製作，自同名日本電視動畫《魔法少女小圓》所衍生之動畫電影。已上映的作品共有3部，包括前2部总集篇－《［前篇］起始的物語》（日語：始まりの物語）與《［後篇］永遠的物語》（日語：永遠の物語），以及延續原作的《［新篇］叛逆的物語》（日語：叛逆の物語）。
截至2013年底，累計3作總票房逾31億日圓，且曾兩度位居日本週末票房冠軍。［新篇］獲得第19屆神戶動畫獎、2014年度東京動畫獎、第37屆日本電影金像獎之年度最佳·年度優秀評價，亦更新深夜動畫延伸電影的票房紀錄及BD首週暨總銷售成績。
劇場版第4作《瓦爾普吉斯之迴天》（日語：ワルプルギスの廻天）預定於2026年2月上映。

## 製作背景
故事時序 (劇場版視角)

《魔法少女小圓》
| ［前篇］             |  |
|                      |  |
| ［後篇］             |  |
|                      |  |
| ［魔獸篇］           |  |
|                      |  |
| ［新篇］             |  |
|                      |  |
| 〈瓦爾普吉斯之迴天〉 |  |
|                      |  |

原作電視動畫播出以來，在日本社會以及全世界的動漫族群都引起極大的迴響。不單突破各項藍光光碟（BD）及DVD的歷史銷售紀錄，且奪得電視動畫史上最多的獎項，取得藝術、商業雙方面的巨大成功。伴隨其高漲的聲望，2011年11月10日，动画官方网站和《Newtype雜誌》2011年12月号公布本作剧场版（動畫電影）項目展開的消息，其中包括2部总集篇及完全新作。在各個訪談之中，編劇虛淵玄表示電視版本反應不俗時已經有續集故事的預想，後來在受到各方面都受到期待之下，開始把方案交給製作公司SHAFT、製片人岩上敦宏、角色設計原案蒼樹梅等人詳細研究，而導演新房昭之亦證實了集合眾人意願的最終劇本架構在同年夏天完成。眾人最終認為，有關構思不足以填補電視動畫製作的一整季長度，更適合製作成劇場版。
2012年6月7日，剧场版官方网站從原官方网站分拆上线，并同时公布原作電視動畫改編之2部总集篇－［前篇］起始的物語、［後篇］永遠的物語的上映日期。有別於附帶訪談時提到的「2012年開始一年上映一部」的原計畫，製作團隊決定先讓2部总集篇連續上映。編劇虛淵玄曾對德國媒體《AnimagiC》說明：
|  | 前2部劇場版［前篇］［後篇］是專為「還沒看過原作的人」而設計的。 |

10月13日，劇場版［後篇］片尾釋出第3部劇場版［新篇］的預告，並預定於2013年公開上映。同日派發的官方場刊表示，第3部的完全新作並非整個故事的終結，而可視為一個獨立的新世界。虛淵玄亦於隨後的專訪中表示，他將會與其他作家合作構思系列的新發展。
2013年3月30日，官方宣佈［新篇］叛逆的物語將於同年秋天公開上映，並於2013年度動畫內容博覽會展示了進一步資料。7月5日以降，SHAFT官方及日本華納兄弟開展電視及電影預告、宣傳單張和網路媒體等宣傳活動，正式公開上映日期、初步故事框架及製作人員資料。
［新篇］公開上映後不久，虛淵玄於一次專訪中重申「正在構思系列的延續」，並提到以電視動畫第2期作為目標框架。惟製作人後來指出，其時尚無商業上的續篇企劃。
2015年12月，SHAFT舉行公司周年紀念展覽「MADOGATARI展」，其中一項會場活動展示了骨幹成員特別製作、一段由100張原畫構成與聲優演出零散段落的4分鐘續篇概念短片，名為「Type B」。往後數年，SHAFT與Aniplex均集中精力營運《魔法紀錄 魔法少女小圓外傳》的多媒體企劃。2021年4月25日正式公開［新篇］的正統續作《劇場版 魔法少女小圓〈瓦爾普吉斯之迴天〉》投入製作。預定於2026年2月上映。

## 登場人物
原作主角
鹿目圓（CV：悠木碧）
曉美焰（CV：齋藤千和）
美樹沙耶香（CV：喜多村英梨）
巴麻美（CV：水橋香織）
佐倉杏子（CV：野中藍）
丘比（CV：加藤英美里）
［新篇］新增主角
百江渚（CV：阿澄佳奈）

## ［前篇］起始的物語／［後篇］永遠的物語

### 放映概要
前2部《魔法少女小圓》動畫電影作品為全12話原作電視動畫的总集篇。在日本，［前篇］起始的物語於2012年10月6日上映；［後篇］永遠的物語於2012年10月13日上映，上映時間彼此相差一星期。2部作品在日本全國均有43間電影院播放。官方為了隆重其事，推出了多項預售票優惠、電影贈品（入場特典）及僅限電影院發售之限量版商品。11月1日，官方宣佈增加13間上映的電影院。
2012年9月13日，官方網站公佈《劇場版 魔法少女小圓》將於10月至12月間在全球8個國家、18個地區上映。包括美國、法國、義大利、聖馬利諾、韓國、臺灣、香港、新加坡。於此同時，世界各地的宣傳海報皆按照地區特色作出變動，如美國版背景圖為自由女神及周邊海岸之日景，臺灣版背景圖為臺北101及相關市中心地區之日景，香港版為九龍眺望香港島海岸之維多利亞港夜景等。以下為各地特別上映之安排，按上映先後次序排行：
法國
［前篇］［後篇］同於2012年10月19日上映，在巴黎最大的電影院Le Grand Rex公開。
美國
由當地電影生產及代理商Eleven Arts發行，分別在洛杉磯、紐約、芝加哥、休斯頓及三藩市共5個城市的電影院公開。［前篇］［後篇］按照各地差異，先後在2012年10月19日和10月20日開始上映。大部分影院均僅有1至2場的限定上映，惟位於洛杉磯小東京的電影院he Downtown Independent安排了1星期的連續上映。其中，舊金山的預售票3天告罄，隨後加開場次也在2天內銷售一空。基於成功的票房收入，後來又增開若干上映地，包括俄亥俄州、宾夕法尼亚州、华盛顿州西雅圖、纽约州水牛城以及密蘇里州堪薩斯城。官方於2012年12月至2013年2月期間，在20個城市追加放映32場。
臺灣
由華語地區動漫代理商木棉花國際發行。［前篇］於2012年10月20日、［後篇］於2012年10月21日在台北日新威秀影城各有上、下午2場放映。宣傳期間，代理商強調本作不會發行藍光光碟（BD）及DVD或安排電視頻道播出。免費網路播放直到2019年6月1日方於巴哈姆特動畫瘋授權上架。
代理商曾於2012年5月25日至6月5日間在Facebook推出「臺灣地區同步上映意願調查問卷」，假設中的最低票價達新台幣800元，最終在連帶週邊的安排下保持不變。問卷也曾問到動漫迷會否支付較高價錢，得到不同種類的入場特典；亦有問到有關官方商品販賣和地區特別安排的事情。
香港
與臺灣相同，由華語地區動漫代理商木棉花香港發行。［前篇］於2012年10月20日、［後篇］於2012年10月27日上映，在MCL JP銅鑼灣戲院各有2場放映。
代理商曾於2012年6月22日在Facebook推出「香港地區同步上映意願調查問卷」，假設中最低票價達港幣130多元，最終在連帶週邊的安排下定為港幣250元。其他問卷細節與臺灣版大致相同。
韓國
［前篇］［後篇］同於2012年10月27日上映，在首爾Megabox興仁之門公開。
意大利
由當地動漫代理商Dynit發行，［前篇］［後篇］同於2012年11月4日上映，為當地展覽會Lucca Comics & Games 2012活動的項目。
新加坡
［前篇］於2012年11月10日上映，［後篇］於2012年11月11日上映，同在Singapore Expo第8展覽廳公開。
聖馬利諾
［前篇］［後篇］同於2012年12月8日上映，為聖馬利諾動漫節活動項目。
加拿大
［前篇］於2013年3月14日上映，［後篇］於2013年3月20日上映。
墨西哥
由Aniplex與Kokuban公司發行，［前篇］［後篇］同於2013年6月8日上映，在尤卡坦州的首府梅里達公開。宣傳海報背景圖為太陽金字塔。
中國大陸
［前篇］［後篇］［新篇］同於2014年7月5日至14日在CCG EXPO 2014的「海外精品動畫電影展」活動中，選定上海地區10家電影院上映。

### 故事構成
故事舞台位於一座近未來風格的虛構城市，以旁觀者中學生鹿目圓的視角，描寫少女們始於魔鬼交易的殘酷悲劇。
總導演新房昭之表示，觀眾可以視前後篇劇場版為「一至兩次額外的時空輪迴」，顯示劇場版和電視版本之間會存在一些觀點與角度，與及細節上的分別。而為了更清楚理解電視和電影媒體上的差異，製作團隊在修改情節前先讓剪接師松原理惠把全12話電視動畫連結起來，放在銀幕上試映，然後才開始挑選粗略和不自然的地方集中處理。導演宮本幸裕更表示，幾乎沒有一個場面是未經過修正就直接化為成品的。
製作團隊就著劇情發展作出不少內容上的剪輯，以配合更為連貫和清脆俐落的故事發展；而就著這些鋪排上的變化，角色全部都獲安排重新配音。原作內容被重新安排為：
［前篇］：收錄電視版本第1話－第8話的故事
［後篇］：收錄電視版本第9話－最終話的故事
上述安排，在於故事本身並不適合在一半的地方，即第6話－第7話的位置作分隔，否則會對描述魔法少女的設定造成缺陷。製作團隊亦曾經研究在第10話分隔，但後來又發現沒有第9話的一些情節就不能讓內容成立，未必能讓觀眾了解原有主線和過去主線的關係，結果促成了當前的安排。整體格局上的改動，包括在［前篇］刪改較緩慢的角色交流（如第8話曉美焰試圖殺害美樹沙耶香的橋段），或讓它們以回憶形式登場；在［後篇］亦刻意放慢了說話和動作的速度，修正電視播放時一些太快和過份緊湊的地方。同時，［前篇］亦刪除了電視版一開始時的夢境世界，總導演表示此舉是由於電視播放時需要鋪墊懸念，但劇場版就不需要就著觀眾的去留作出相關安排。他期望本來於夢境世界登場的角色，可以透過不同形式的初次登場，突顯出本作主角鹿目圓的心情變化。

### 製作
宣傳期間，官方並未特別區分［前篇］［後篇］2部作品的主要製作人員，對比原作電視動畫版本的製作人員名單則有一些輕微的變動。原導演新房昭之的名銜為總導演，而系列導演宮本幸裕則躍升至導演位置。參與電視版本原畫製作的寺尾洋之被提舉為副導演，總作畫監督方面則換走原版的高橋美香，改為是次兼任角色設計的谷口淳一郎與新加入的山村洋貴擔當。主要美術監督方面亦由3名精簡至1名。
本作不少地方均有追加全新作畫、背景和數碼效果，糾正電視版中部分因工序緊迫而無法做得精細的地方，當中以［前篇］修正較多。製作團隊亦為此邀請了更多專工於視覺效果的人員，審視各個追加項目。其中最為明顯的是魔法少女的變身過程，加入了更多背景和衣裝上的變化；而劇團狗咖哩亦有就他們負責的魔女和異空間進行調整，在構成物品以至背景音樂上追求具更深層隱喻的氛圍；除此以外，角色原案蒼樹梅亦重新設計各個主角的衣裝和偏好，鹿目圓的便服、美樹沙耶香的魔法少女新頭飾以及佐倉杏子的飲食習慣等等，都是製作團隊特別刻意的改動。另外，針對較為嚴謹的電影分級制度，在原作電視動畫中裸露或性感的鏡頭一律被修改，如小圓向小焰道別時的星雲裸體，就以新設計的白色連身裙取代。
配樂方面，電視版本存在一些多次使用的背景音樂，但製作團隊明言劇場版的連續性不容許過多重覆，所以大部分地方都有重新配樂，期望觀眾在看到相同場面時有著嶄新的印象。負責本作音樂的梶浦由記，為劇場版提交了約40首樂曲；除了新曲以外，亦改編了不少電視版樂曲成為全新作品。例如［前篇］插曲，電視版本原曲為角色巴麻美特設的原聲音樂「Credens justitiam」，全新版本填上了日文歌詞；而主要作為［前篇］片尾曲的「magia [quattro]」，原曲為電視版本中的片尾曲，全新版本為四重奏，加入更多層次的編曲和配樂，以配合更震撼的播放效果；至於［後篇］主題曲「圣光」，電視版本原曲為貫穿整個故事的主要原聲音樂「Sagitta Luminis」，全新版本填上了日文歌詞。另一方面，電視版本中的片頭曲《Connect》亦獲安排歌手ClariS重新演唱，並加入管弦樂編曲。配合劇場設施和技術，所有新舊音樂都使用5.1聲道環迴立體聲重新混錄。
製作人員
- 原作：Magica Quartet（新房昭之、虛淵玄、蒼樹梅、SHAFT）
- 總導演：新房昭之
- 導演：宮本幸裕
- 副導演：寺尾洋之
- 編劇：虛淵玄（Nitro+）
- 劇場版構成：新房昭之、東富耶子
- 劇場版構成協力：松原理惠
- 角色設計原案：蒼樹梅
- 角色設計：岸田隆宏、谷口淳一郎
- ［前篇］演出：宮本幸裕、八瀨祐樹
- ［後篇］演出：宮本幸裕

- 總作畫監督：谷口淳一郎、山村洋貴
- ［前篇］作畫監督：

寺尾洋之、下司祐也、潮月一也、神谷智大、皆川隆太郎、村山公輔、田中春香、佐佐木貴宏、石原惠治、原修一、山村洋貴、沼田誠也（協力）
- ［後篇］作畫監督：

寺尾洋之、下司祐也、神谷智大、皆川隆太郎、村山公輔、鳥山冬美、原修一、山村洋貴、谷口淳一郎
- ［前篇］原畫：

寺尾洋之、下司祐也、潮月一也、神谷智大、皆川隆太郎、田中春香、沼田誠也、前田達之
泉美紗子、香取泰江、西川智容、永治健太、小島崇史、岩崎安利
阿部嚴一朗、松本元氣、今村亮
- ［後篇］原畫：

菊田幸一、齊藤美香、安田好孝、石原惠治、泉美紗子、阿部嚴一朗、牧孝雄、小堺能夫、武內宣之、今村亮、谷口淳一郎
- ［前篇］第二原畫：

綾部美穗、油谷陽介、佐佐木滿、燒田翔子、重松佐和子、西部師經、關本美穗、竹繩利名、三輪子、增井直子、片山洋一郎
王國年、梅下麻奈未、田村繪美、鋰沼菜奈、南方麻奈美、川野達朗、空賀萌香
- ［前篇］第二原畫統包：GAINAX、Studio Gravity、壽門堂、Studio Luna、TNK、AI
- ［後篇］第二原畫：

油谷陽介、佐佐木滿、燒田翔子、西部師經、片山洋一郎、三輪子
- ［後篇］第二原畫統包：壽門堂、TNK
- 小圓插畫：悠木碧
- 動畫檢查：竹繩利名
- ［前篇］動畫：

竹繩利名、平出幸代、綾部美穗、油谷陽介、佐佐木滿、燒田翔子、涉田直彰、小森亞紀、小長井美南、紺野大樹、矢野美幸、星公子、小嶋章能、宮田知子、香取泰江
秋葉徹、川野達朗、空賀萌香、鋰沼菜奈、田村繪美、南方麻奈美、中山龍、石渡晴美、中島繪里、及川佳耶子、伊藤春香、橋口菜菜、山崎賢造、廣田惠美、薄井良太、丹羽弘美、加納駿、江口貴宏、高橋桃子、仙波里至、公平匠、弦間翔太郎、末鶴千穗、宮野惠子、大西翔太、立園繪里、芹澤祥太、山川、寺島詠美、八森優香、山崎咲世、摺木沙織、芳山優、荻野美希、小野小夜子、下平瞳、岡崎芽久美、田村千佳、奏知世、中村奈央、安部麻衣子、稻尾佳奈、木村年昭、平野昂樹、秋山浩利、田島隆裕、荒木詩織、荒由里實、上野沙彌佳、嘉納由衣、龜岡莉沙、杉由直輝、棚厚由布子、尾藤駿樹、堀絢菜、丸由沙也香、山下菜津紀、吉村早紀、山口直倫、富田惠理沙、契里昇、矢作美也、井上修一、小川純央、中山照幸、野口沙貴、南悠紗子、垣內郁美、草壁唯、中部步美、宮崎輝、油井徹太郎、荻野早紀、八箇裕美、山方春香、三好有香、小西紗希、柏島知晶
- ［前篇］動畫統包：GAINAX、Studio Live、Reverse Image Creation、和風動畫、PRA、Acca effe、Studio Moo、Eclat Animal、壽門堂、AI、Inglesa、AIC、PEACE、J & K Corporation、MSJ武藏野製作所、I&S Factory、P.A. Works
- ［後篇］動畫：

涉田直彰、小森亞紀、小長井美南、紺野大樹、竹繩利名
秋葉徹、川野達朗、石渡晴美、中島繪里、及川佳耶子、伊藤春香、橋口菜菜、荻野早紀、八箇裕美、山方春香、三好有香、小西紗希、柏島知晶、平出差知矛
- ［後篇］動畫統包：GAINAX、Studio Live、P.A Works、Reverse Image Creation、PEACE、MSJ武藏野製作所、AI

- 色彩設計：日比野仁、瀧澤泉
- ［前篇］色彩指定、檢查：渡邊康子、勝健輔
- ［後篇］色彩指定、檢查：勝健輔、日比野仁
- ［前篇］上色：

渡邊康子、勝健輔、石井理英子
石原祐介、八木隆雄、茂木高志、井上、楢原純平、小澤里美、高橋枝里、西川友貴、日比智惠子、片山靖子、小野田美香、山本未有、篠原真理子、吉川優二、熊家直樹、橫瀨貴幸、津守裕子、中平香織、野村美佐子、末繁明佳、田中悠詩、青木優佳、曾我早紀子、藤井瞳、菊永敦、信夫舞、長沼青、二俁綾乃、西田彩華、竹內優太、伊藤裕香、沼畑
- ［前篇］上色統包：Bard、AI、AIC、MSC、Reverse Image Creation、壽門堂、動畫工房、PEACE、MSJ武藏野製作所、J & K Corporation、I&S Factory
- ［後篇］上色：

瀧澤泉、渡邊康子、石井理英子
八木隆雄、茂木高志、井上、楢原純平、日比智惠子、片山靖子、小野田美香、山本未有、篠原真理子、吉川優二、熊家直樹、藤井瞳、菊永敦、信夫舞、長沼青、二俁綾乃、西田彩華
- ［後篇］上色統包：Bard、AIC、壽門堂、PEACE、MSJ武藏野製作所、Dream House
- 特殊效果：DIGITAL＠SHAFT
- 異空間設計：劇團狗咖哩
- 美術監督：内藤健（Studio Chu Leaf）
- 美術設定：大原盛仁
- 補助美術監督：河嶌英理子、鈴木友成
- ［前篇］背景：

上野比呂美、加藤三朗、榊原子、池田勉、井上繪里、望月卓磨、加藤學、杉浦禮華、立岩大實、最上、立石健、新城湧基、近藤梓、鬼塚朱子、佐藤春香、原田亞矢子、瀧口勝久、相澤諒、松下佳香、中道菜緒、菊名香、綠川翔、大平司
- ［後篇］背景：

蘆野由紀子、池田勉、渡嘉敷壯、吉田美千子、澤田映美子、榊原和美、高橋雅子、大吉麗奈、藤井、伊東春香、荒川友美、川原和也、梶谷知永、安齋史織、寶代美里、德倉沙季、安積克豐、前田明彥、佐藤春香、有本妃查惠、大平司、Scott Macdonald、Park Hyerim、Sania Cisse、Somprasong Vignarath
- 背景協力：椋本由里（ECHO動畫）、相川（龍美堂）、那須（GOLDEN BELL）
- 視覺效果監督：酒井基
- 視覺效果：酒井基、倉原昌宏、宋守貞、丸尾健士、高野慎也

- 攝影監督：江藤慎一郎
- 攝影：會津孝幸、江上憐、內村祥平、土屋康次、衛藤直毅、吉岡春奈
- 剪接：松原理惠（瀨山剪接室）
- 剪接助手：佐佐木紘美
- 影像剪接：武村英紀、石井知、小鳥起彥（Sony PCL）
- 數碼影院調控：石坂英樹、田村直果（CineLaPista（Sony PCL））
- 實驗室協調：伊藤秀樹

片頭曲
- 分鏡、演出：板村智幸
- 作畫監督：山村洋貴
- 原畫：瀧山真哲、林勇雄、山本佐和子、渡邊和夫、栗田聰美、佐藤利幸、松本元氣、綾部美穗、下司祐也、牧孝雄、寺尾洋之、小堺能夫、梅津泰臣
- 色彩指定及檢查：瀧澤泉
- 背景：内藤健
- 攝影：會津孝幸

［前篇］片尾曲
- 動畫製作：鈴木博文

［後篇］插曲
- 分鏡、演出：板村智幸
- 佈局：今村亮
- 作畫監督：中村直人、高野晃久
- 原畫：瀧山真哲、阿部嚴一朗、向田隆、栗田聰美、阿部純子、佐藤利幸、井口真理子、河野紘一郎、增井直子、沓名健一、中村直人、今村亮、松本元氣、潮月一也、岩崎安利、谷口淳一郎、高野晃久

- 音響監督：鶴岡陽太
- 音響效果：田中秀實
- 錄音：矢野
- 錄音助手：砂庭舞、田中文章
- 音響製作擔當：杉山好美
- 錄音工作室：studio2010:、studio2001:
- 音響製作：樂音舍
- 音樂：梶浦由記
- 「Connect」遊戲編曲：NIHILISTICA
- 音樂監製：森康哲、外村敬一
- 主題曲製作：長谷川景、石川大
- 音樂製作：Aniplex

- 企劃：夏目公一朗（Aniplex）、孝壽尚志（芳文社）、小崎宏（博報堂DY Media Partners）、（Nitro+）、太布尚弘（Movic）、竹田青滋（每日放送）、久保田光俊（SHAFT）
- 監製：岩上敦宏（Aniplex）、小林宏之（芳文社）、細川修（博報堂DY Media Partners）、土居由直（Nitro+）、金庭惠（Movic）、丸山博雄（每日放送）
- 副監製：淀明子（Aniplex）、小森規雄（芳文社）、小岐須泰世（博報堂DY Media Partners）、前田俊博（每日放送）、大嶋實句（SHAFT）
- 動畫監製：岡田康弘
- 製作總務：宗谷一輝、鈴木隆介
- 設定管理：上治知世
- 設定製作：小野洋太
- 設定補助：駒田由貴、篠原章宏、阿彥祐可
- 宣傳監製：神宮司學
- 宣傳：戶堀賢治、安藤實
- 宣傳企劃協力：加藤隆雄、西川和良、鈴木克彥、本山敬一（博報堂）
- 網絡擔當：上辻康二、紀伊惠美、宮岡修武、加加本裕樹
- 授權擔當：清水廣美
- 標識設計：染谷祥平（BALCONY.）
- 預告篇製作：小林一三、川部智貴（Baca the Bacca）、望月通隆（flexible worker）
- 發行統籌：高橋優、海老原雅美
- 協力：

鈴木信隆、本木圓、後藤秀樹、佐佐木宏、末平、小高洋介、保田志乃、信岡慶子、松永友喜子（Aniplex）
久保田尋木（芳文社）
山本倫生（博報堂DY Media Partners）
池邊真佐哉、佐藤恒子（每日放送）
若尾博司、西牧民子、牧宜樹、福原奈津子（SHAFT）
- 動畫製作：SHAFT
- 製作：Madoka Movie Partners（Aniplex、芳文社、博報堂DY Media Partners、Nitro+、Movic、每日放送、SHAFT）
- 發行：Aniplex

### 音樂
歌曲
《Luminous》
作詞、作曲：渡邊翔，編曲：湯淺篤，主唱：ClariS
收錄於同名專輯當中。官方定為［前篇］主題曲，實質作為［前篇］及［後篇］之片頭曲。
根據ClariS的Clara所說，這是一首代表鹿目圓的心情的歌曲。
《圣光》（ひかりふる）
作詞、作曲、編曲：梶浦由記，主唱：Kalafina
收錄於同名專輯當中。官方定為［後篇］主題曲，實質作為［後篇］片尾曲。
《magia [quattro]》
作詞、作曲、編曲：梶浦由記，主唱：Kalafina
收錄於專輯《圣光》當中。主要作為［前篇］片尾曲，亦於［前篇］及［後篇］本傳內作為插曲之用。

作詞、作曲、編曲：梶浦由記，主唱：Kalafina
收錄於專輯《聖光》當中，是為［前篇］插曲。
《Connect》（コネクト）
作詞、作曲：渡邊翔，編曲：湯淺篤，主唱：ClariS
是為［後篇］插曲。
電影原聲帶
| ［前篇］及［後篇］電影原聲帶 | ［前篇］及［後篇］電影原聲帶 | ［前篇］及［後篇］電影原聲帶 | ［前篇］及［後篇］電影原聲帶 |
| #                            | 外語曲名                     | 中文（意譯）                 |                              |
| ---------------------------- | ---------------------------- | ---------------------------- | ---------------------------- |
| 1                            | encounter                    | 邂逅                         |                              |
| 2                            | warning #1                   | 警告 #1                      |                              |
| 3                            | warning #2                   | 警告 #2                      |                              |
| 4                            | odd world #1                 | 怪異世界 #1                  |                              |
| 5                            | odd world #2                 | 怪異世界 #2                  |                              |
| 6                            | no more fear                 | 不再害怕                     |                              |
| 7                            | wo ist die käse?             | 乳酪在哪裡？                 |                              |
| 8                            | short action                 | 迅速行動                     |                              |
| 9                            | fateful #1                   | 命中註定 #1                  |                              |
| 10                           | something unusual            | 不平凡的事物                 |                              |
| 11                           | crises happening             | 發生危機                     |                              |
| 12                           | witch world #1               | 魔女結界 #1                  |                              |
| 13                           | odd world #3                 | 怪異世界 #3                  |                              |
| 14                           | wicked                       | 邪惡                         |                              |
| 15                           | a human bullet               | 一枚人形子彈                 |                              |
| 16                           | mother and daughter          | 母親與女兒                   |                              |
| 17                           | touch-and-go                 | 一觸即發                     |                              |
| 18                           | fateful #2                   | 命中註定 #2                  |                              |
| 19                           | she has a past               | 她擁有一段過去               |                              |
| 20                           | she has a heart              | 她擁有一顆心                 |                              |
| 21                           | complicated mind             | 複雜的思想                   |                              |
| 22                           | wounded feeling              | 受傷的感覺                   |                              |
| 23                           | witch world #2               | 魔女結界 #2                  |                              |
| 24                           | collapse                     | 崩潰                         |                              |
| 25                           | fateful #3                   | 命中註定 #3                  |                              |
| 26                           | deep in grief                | 深入悲嘆當中                 |                              |
| 27                           | threatening                  | 威嚇                         |                              |
| 28                           | she is a witch               | 她是魔女                     |                              |
| 29                           | fateful #4                   | 命中註定 #4                  |                              |
| 30                           | facing the truth #1          | 面對真相 #1                  |                              |
| 31                           | I'll be with you             | 我會在你身邊                 |                              |
| 32                           | I miss you                   | 我掛念著你                   |                              |
| 33                           | Time-manipulation            | 操控時間                     |                              |
| 34                           | facing the truth #2          | 面對真相 #2                  |                              |
| 35                           | her wings                    | 她的翅膀                     |                              |
| 36                           | rebirth                      | 重生                         |                              |
| 37                           | for the next episode         | 獻給下一部物語               |                              |

### 評價
基於總集篇性質，作品並沒有集合多少輿論或專業影評，亦沒有參與當地大部分電影獎項競逐的資格。惟網路上仍有不少相關評分反映坊間之整體意見。
| 媒體               | 累積平均得分                        |
| ------------------ | ----------------------------------- |
| ぴあ電影生活       | ［前篇］ · ［後篇］                 |
| 雅虎日本電影       | ［前篇］ · ［後篇］                 |
| 動畫新聞網         | ［前篇］Excellent ［後篇］Excellent |
| 巴哈姆特電玩資訊站 | ［前篇］8.7 / 10 ［後篇］8.9 / 10   |
| 豆瓣               | ［前篇］8.8 / 10 ［後篇］9.0 / 10   |
| 時光網             | ［前篇］8.6 / 10 ［後篇］8.6 / 10   |
| 網路電影資料庫     | ［前篇］7.7 / 10 ［後篇］8.0 / 10   |
| 爛蕃茄             | ［後篇］90%                         |

### 逸事
中途離場風波
據NICONICO動畫於2012年10月9日的報導，許多日本電影院出現親子檔在播映途中提早離場，被網友戲稱為「逃離電影院」。原因估計是許多新觀眾以為本作是「兒童向」動畫，劇場版的廣告亦未提及灰暗的內容，致使許多被劇名、知名度誤導的人成為意外的「受害者」。其性質與原作第3話播出時引起的反響十分相似。
天價競標紀念品
2012年10月下旬，做為初期觀眾的電影贈品（入場特典）的隨機電影底片，在雅虎日本拍賣頻道以108萬日圓結標，是2013年11月14日之前市值最高的動畫電影底片。
2013年11月10日，作為抽獎禮物、封面上有著各配音員（CV）親筆簽名的［後篇］劇本，在雅虎日本拍賣頻道以180萬日圓於一天內結標，是起標價的2.25倍之高。
角色名言投票
為慶祝［前篇］［後篇］上映，官方網站於2013年9月21日舉辦角色名言投票，前15名被製作成電腦桌布開放下載。

### 票房
在日本，［前篇］首週末票房收入為138,563,429日圓，合共91,953人次入場收看，打入週末票房收入排行榜的第7位。［後篇］首週週末票房收入為171,622,400日圓，合共117,413人次入場收看，位居2012年日本週末票房冠軍（第41週），也打破《福音戰士新劇場版：序》過往以最小上映規模奪得日本週末票房冠軍的紀錄。2013年2月底，官方最後一次宣佈之票房紀錄分別為［前篇］約5.7億日圓、［後篇］約5.5億日圓。
在美國，［前篇］［後篇］合計的首週末票房收入為62,430美元，位列第41位；電影院平均票房收入達12,468美元，位列全國第2名，表現較其他於美國公開的日本動畫電影為突出。結合追加場數，於2013年4月25日最後一次宣佈之票房紀錄為180,440美元。
在臺灣臺北市，［前篇］週末票房收入約為新台幣42萬元，翌日上映之［後篇］約為新台幣40萬元，分別打入週末票房收入排行榜的第9位和第10位。
| 上一届： 《極惡非道2》 | 2012年日本週末票房冠軍 第41週 | 下一届： 《浴血任務2》 |

### BD及DVD
2013年3月30日，官方配合2013年度動畫內容博覽會的宣傳公佈發售藍光光碟（BD）及DVD的詳情。有關產品分為4個版本，包括［前篇］［後篇］綑綁銷售的完全生産限定版、通常版BD組合，以及分開收錄［前篇］［後篇］之通常版DVD。所有版本都在2013年7月24日正式發售。
所有版本均附贈影像包括特報、電影預告、CM以及無字幕OP。音聲方面同時收錄了日語、英語、法語、西班牙語、華語（正體中文）、韓語（諺文）共6種字幕，電影在海外上映時亦曾宣布不會透過代理發行任何影音產品；同時設有配音員（CV）評論副音軌，［前篇］由悠木碧、齋藤千和、水橋香織及喜多村英梨擔當，［後篇］則由悠木碧、齋藤千和、野中藍及加藤英美里擔當。完全生産限定版BD組合特別加送電影原創音樂（原聲帶）專輯、特製小冊子及光碟套、三方背光碟盒等贈品。另外透過不同地方及渠道購買，亦附送多項預約贈品及特定商戶贈品。

## ［新篇］叛逆的物語

### 放映概要
第3部《魔法少女小圓》動畫電影作品為全新續作。［新篇］叛逆的物語於2013年10月26日在日本129間電影院公開上映。官方分別於7月6日、9月7日及10月5日發售3批不同版本的電影院預售票，亦安排了3款每週發放的電影贈品（入場特典），分別為5款複製簽名板、原畫明信片及35毫米底片。此外，也發售電影院限定的限量版商品。上映前數月，官方在數個日本主要城市舉辦一系列造勢活動，總導演新房昭之並於上映前夕呼籲觀眾「帶著一顆堅強的心」去觀賞電影的內容，亦建議「觀賞二到三次」為宜。《季刊S》形容其為「想多看幾遍的奢侈作品」。
官方於10月25日首映日安排51間電影院於午夜0時上映，並在東京、大阪2間電影院推出「新房昭之監督作品放映祭2013」活動。截至年底，全國上映規模共計122廳，電影贈品累計至7款之多。12月31日舉行為時一天的特別上映活動。2014年1月新增46個上映電影院，全國總上映廳院回升至59間。
法國
於2013年11月14日上映，在巴黎最大的電影院Le Grand Rex公開。11月22日，在巴黎舉行1場限定的試映會，影廳2000個座位完全滿席，迴響熱烈。
臺灣
由華語地區動漫代理商木棉花國際發行。於2013年11月23日及11月24日，分別在臺北信義威秀影城、臺中新時代威秀影城及高雄大遠百威秀影城上映。票價在連帶複製簽名板的安排下定為新台幣650元。
各區原定場次分別為臺北4場、臺中2場及高雄2場，發售首日總共2000張票即告售罄，其中位於西門町安利美特的臺北端點有不少人通霄排隊，截至開始發售時已逾400人排隊。10月31日，木棉花宣佈臺北、臺中、高雄皆在原地加映1個11月30日放映的場次，以應對黃牛票肆虐的情況，以及大批影迷買不到票的抗議聲浪，成為臺灣動畫電影臨時加映的首例。因最初需求協議所限，加映場不附送複製簽名板，預購票價稍微調低至新台幣500元。
香港
由華語地區動漫代理商木棉花香港發行，2013年11月30日及12月1日在MCL JP銅鑼灣戲院放映。戲票組合為基本連帶複製簽名板，或額外附帶總數限量500本的電影院場刊，定價分別為港幣280元及330元。
原定場次為3場。代理商最初以派籌方式讓影迷分別於11月1日及11月2日購入門票，後來因為排隊狀況熱烈，官方決定在12月1日加開1場，至此供應合共4場的剩餘位置予其後來到的影迷選擇。因最初需求協議所限，簽名板贈品只能維持原有3場席數的份量，送完即止。所有門票於11月6日宣告售罄。
美國
由Aniplex of America發行，分別於洛杉磯、舊金山、華盛頓特區、芝加哥、紐約以及夏威夷檀香山等29個城市，合共39間電影院公開。按照各地差異，先後於2013年12月6日至12月29日期間的各週末限定上映，另於12月3日在好萊塢最古老的電影院Grauman's Egyptian Theatre舉行美國首映禮。
加拿大
由Aniplex of America發行，分別於多倫多、渥太華、滑鐵盧等27個城市的影院公開。首映時間為2013年12月9日。。
墨西哥
由Aniplex與Kokuban公司發行，於2014年1月18日在「Konichiwa Festival 2014」動漫節公開。
澳大利亞
由Madman Entertainment發行，於2014年2月1日、2月2日在雪梨、墨爾本、珀斯、坎培拉、阿得雷德、布里斯本共6個城市公開。
紐西蘭
由Madman Entertainment發行，於2014年2月1日在奧克蘭都會區公開。
新加坡
於2014年2月8日、2月9日在国泰乌节电影娱乐城公開，共計4個場次。
中國大陸
［前篇］［後篇］［新篇］同於2014年7月5日至7月14日，在CCG EXPO 2014的「海外精品動畫電影展」活動中，選定上海10家電影院上映。

### 故事
本作故事接續原作電視動畫及［前篇］［後篇］，片中暗示為前作的3年後。

#### 情節展開
鹿目圓，本來是一位擁有幸福日常生活的平凡人，直至為了解放殘酷命運連鎖的那天，她賭上身心去改變世界法則，拯救一眾魔法少女。因為極度思念而奇蹟般保存相關記憶的少女，曉美焰，在重組後的世界繼續戰鬥，並一直盼望彼此帶著值得懷緬的歡笑，再次相遇。
鹿目圓的付出，改變了整個世界。而新世界中的魔法少女，所面臨的，是希望？還是絕望？

#### 故事始末
見瀧原的中學生鹿目圓與好友美樹沙耶香、學姐巴麻美以及來自鄰近城市風見野的佐倉杏子等人，每一晚都在與怪物「夢魘」作戰。某一天，三股麻花辮髮型的眼鏡娘——曉美焰轉學進入見瀧原中學，自此揭開故事的序幕。焰與一眾魔法少女、麻美的好友蓓蓓以及魔法的使者丘比形成一組團隊。持續戰鬥一個月後，焰的心中開始湧現的不協調感，她與杏子討論後2人結伴進行調查，發現見瀧原已成一封閉空間，且眾人的記憶都被精心竄改過了。憶起更多過去的焰漸漸意識到，此地其實是「魔女的結界」。
焰開始認為，以往曾多次殺害麻美的蓓蓓十分可疑，於是用計將之捕捉審問，但隨即因麻美介入作罷。焰與麻美衝突後被沙耶香救走，本應已逃走的蓓蓓展露「百江渚」的原型，向麻美解說實情。脫離戰場的沙耶香與焰遁入暗巷交談，前者肯定「這個見瀧原」的安逸和平，並同情製造它的魔女。後者譴責此舉是逃避責任，白白浪費當初小圓的犧牲。焰據此總結了此處與「圓環之理」（円環の理；Law of Cycles）相牴觸、不應出現的3個存在：創造這個結界的魔女、保持著魔女型態的蓓蓓、知道魔女存在的美樹沙耶香。隨後，沙耶香迅即自現場脫離。
須臾，焰隻身夜路徬徨時遇見了尋找她的圓，2人來到綜覽城市夜景的山丘上交心懇談。焰確知身邊的圓就是本人，並輾轉問出當初選擇「離開眾人，晉升概念」不是小圓的優先之選。追悔莫及焰隨即道別圓，透過手機向杏子道出「不用再勞煩妳」之後，焰最終在陷入火海的巴士上確信：
|  | 我究竟是什麼時候……變成魔女的？ |

傷心欲絕的焰頹然倒地，開槍將本應是靈魂寶石的物品擊碎，整個虛假世界也迅速崩潰。焰的使魔充斥於小巷鬧街，巨大的椅櫃也出現在高樓大廈間，象徵這個見瀧原的本質是虛幻的童話世界、焰的魔女結界。
此時丘比來到焰的面前，開始發言，原來任由一切假象發生都是丘比「實驗」的一環。焰在魔法少女與魔獸作戰的新世界中，常以「鹿目圓」稱呼「圓環之理」，並多次提到「魔女存在的世界」和「以感情的相位轉換收集能源」的描述，令丘比產生證實這些前事的想法。於是丘比在焰的靈魂寶石完全混濁的瞬間，對其混濁到極限的靈魂寶石設置了空間遮斷力場（The Isolation Field）單向阻斷圓環之理的引導機制，促使焰在靈魂寶石內部構築魔女結界——捏造的見瀧原（偽街；false town）。另一方面，在丘比的調整下，結界仍可單向干涉外部的世界，於是焰本人、焰潛意識中的許多熟人都被關進結界，被焰的魔法竄改記憶後在這個見瀧原活動著：
|  | 鹿目圓忘了自己是神，曉美焰忘了自己是魔女。 |

藉由實驗，丘比意圖控制圓環之理，嘗試恢復「魔法少女魔女化」的舊世界因果律，大幅增進能源回收的效率。丘比開始催促焰「向圓求救」，令圓取回圓環的記憶，互蒙其利。然而焰聞言陷入狂怒，驅使無數使魔向丘比發動瘋狂的攻擊，並表明「拯救圓」是自己最初締約的唯一心願。與其暴露圓的存在使她遭到利用，焰寧可使自己魔女化後死於麻美、杏子的攻擊。絕望的力量讓市區出現巨大的斷頭台，焰則完全化身為「胡桃鉗」魔女並集結了與魔女出自相同典故——芭蕾舞劇《胡桃夹子》的5種使魔。結界上空一扇繪有鹿目圓的門赫然關閉，焰也決心走向斷頭台處決自己。途中，焰的腰帶也化作2隻不斷掙扎的手，象徵其抗拒自殺的矛盾心理。
就在此時，圓、沙耶香、渚、麻美和杏子開始行動了。在錯愕的丘比面前，沙耶香與渚揭發自己實為「圓環之理隨從」的真相。沙耶香、渚2人自始攜帶圓環的「力量」與「記憶」進入此地，並配合焰記憶中的以往姿態活動著，瞞過眾人。沙耶香喚出自己的「半身」——「人魚魔女」與魔女化的焰對峙，阻止後者尋死。眾人與沙耶香召喚出的友方使魔群一同迎戰焰的使魔大軍與魔女結界。最終，覆蓋魔女結界的空間遮斷力場被成功破壞，丘比的計畫宣告失敗。拉弓前，圓詢問焰是否害怕，焰答道：
|  | 沒關係，我已經不再猶豫了。 |

隨著戰鬥結束，眾人回到真實世界，圓環的記憶與力量也隨之恢復。在麻美與杏子的見證下，展現「圓環之理」神化型態的圓、沙耶香與渚一起從天上出現。然而，焰的遺體突然浮起詭異的笑容：
|  | 這一刻……我已經等很久了。 |

焰反手抓住圓的手臂，从圓環之理中強行分離出「做為人類時的記錄」。同時，焰根據此前她構築結界展現的期待，引發宇宙法則的第二次改寫。焰的靈魂寶石閃爍著慶伯利岩的色彩，染上了比混濁更可怕的顏色，並被隨即咬碎。「Fort Da」遊戲的粉紅線軸與靈魂寶石的碎片、加上人類感情的極致，一同構築了封印小圓力量的黑暗寶玉（ダークオーブ；Dark Orb）。此前的諸多跡象，化為焰預謀死亡、「叛逆」神格的確信。自稱「惡魔」的焰令丘比發現利用人類感情的危險性，但牠已受制於焰，無法脫離。
在新世界中，眾人全員生還，重返學生生活。完全失憶前的沙耶香與焰互道敵對宣言。同一天，被設定為美國歸國子女的圓轉入焰的班級，2人同行，如同以往多次的「初次見面」。這個貼近理想的不穩定世界是否為真？片尾出現的魔女文字「誰在做夢？」（Wer träumt?）仍未有解。在最後的片尾片段，焰乘著月色獨舞後墜崖消失。全劇在一幅「處處不完整」的畫面中完結。

#### 解析
本作劇情在漫畫版較易理解，另有關心理學·哲學隱喻見「晓美焰#人物分析」。
開場白
本作第一幕由晓美焰、鹿目圓（圓神）敘說開場白，代表不同視角的「前情提要」。但「圓神」的部份隱藏於特殊音軌，需經特殊處理才能解讀。其全文可見註釋。
經典文本
故事序盤討伐夢魘的茶會（魔法香蕉遊戲；），源自富於遊戲性的鵝媽媽童謠。
故事中盤揭示的曉美焰的魔女化，其過程與埃克托·白遼士的《幻想交響曲》如出一轍。後者第5樂章的日文名稱正是（魔女之夜）。
截至故事尾聲前的「捏造的見瀧原」（偽街；false town），不論是外觀或概念，皆被指出類似美國電影《The Thirteenth Floor》與《移魂都市》。
花語·神秘學
早乙女和子提及眾人雖躲過2012年預言，但40年內將面臨基督再臨。鹿目圓的變身畫面亦出現全視之眼。
故事中盤，圓與焰眺望夜景的山丘花海為一輪草，花語「追憶」。
故事中盤，焰說出自己是魔女的前一刻，畫面布滿了「象徵死亡」的彼岸花，花語也呼應焰的悲傷。

### 製作
主要製作人員大致跟隨［前篇］［後篇］的製作班底，再在此以上加設不少職位，包括效果作畫監督及異空間的美術監督。日本地區發行亦改由華納兄弟負責。
總導演新房昭之表示一開始已經計劃新作是續篇故事，未曾考慮部分人因第10話而感興趣的「過去篇」故事，主要原因是相關做法很容易流於二次創作，而且留下相關空隙才可以讓龐大的展開具有思考空間，並沒有封閉幻想的必要。然則，其對故事的另一個要求是所有原有角色都能顯得活躍，主因是不少人氣角色在原作後段都要遵從正常劇理，未能回應人氣方面的要求。讓眾人活躍作為續作的優先工作，也特別向編劇提到要顧及主角方面的戲份和重要性。
另一方面，編劇虛淵玄表示對於2009年開始創作的原作故事完全沒有續寫的考慮，相對完整的各方面使構思續作時遇到不少困難。後來與總導演、製片人岩上敦宏交流後，他發現每人對舊有作品，尤其結局方面的觀點與角度存在龐大差異，同時觀眾之間亦有截然不同的解讀。這些分歧成為了帶動全新展開的創作概念，使新故事專注於刻劃數名角色對前因後果的不同認知。撇除市場出現獨愛角色一成不變、而厭惡成長大變的現象，編劇最終決定拋開評價的顧慮，在基本架構上決意讓兩位主角因心路歷程而步向對立面。緊隨其後，編劇參考了商品和坊間的一些組合，加上劇團狗咖哩在既去設定和映像構思上提供的意見，以及角色設計原案蒼樹梅的期盼，最終締成了新增角色的定位。而角色原案亦在就新增角色動筆時，特意用上比其他人更可愛和輕鬆的形象作描繪。導演宮本幸裕分享指，曾經因情景羞恥而把俗稱「神聖五重奏」之呼名變身及必殺技段落刪去，結果被總導演憤斥，最終重新採用相關分鏡及為眾角色進一步配置獨特的動作。
本作於［前篇］及［後篇］製作時率先投入概念藝術設計，讓劇團狗咖哩按劇情裡暗示場景真相的需要，繪製多張美術概念圖，作為製作團隊構思畫面時的基本參考。而部分圖片於［後篇］預告宣傳片中率先放出。這組合後來在實質製作方面，也曾積極提出嘗試更多動畫表現方式。分鏡則由曾負責電視動畫其中4集同類工作的笹木信作擔當主力，合共繪製約2300枚，其中戰鬥場面更出現兩至三行劇本化為數十頁分鏡的精細度。此數量比普遍動畫電影作品為高的同時，亦超越《魔法公主》裡單人繪製1676枚的紀錄。編劇也曾為此戲稱分鏡集是不知多少冊的電話簿，很佩服製作團隊一行人的想像力。編劇亦認為對方特別偏愛角色曉美焰的場景，特別是喜歡其顯得恐怖的部分，認為有關分鏡的信息顯然超越劇本。角色原案同樣對厚度感到驚訝，亦在對應劇本時找到更多超乎想像的驚喜之處。
製作團隊為［新篇］重新整理大部分角色形象和色彩設計，特別在分鏡製作時考慮描繪新的臉部表情作配合，減少早期設定一些較生硬的線條；同時也對非人類角色，即丘比、魔女、使魔以及物品的細項設計進行較多修改，以貼近劇場版細緻度的追求。導演亦提到，在使用［前篇］［後篇］的美術設定時，才發現遷就劇場版的攝影規格方面需要下較多功夫，包括選用較小的原畫用紙作基礎再慢慢以效果放大，亦有許多地方要重新繪畫。
製作人員
- 原作：Magica Quartet（新房昭之、虛淵玄、蒼樹梅、SHAFT）
- 總導演：新房昭之
- 導演：宮本幸裕
- 副導演：寺尾洋之
- 編劇：虛淵玄（Nitro+）
- 角色設計原案：蒼樹梅
- 角色設計：岸田隆宏、谷口淳一郎
- 概念藝術設計：泥犬（劇團狗咖哩）
- 分鏡：笹木信作
- 演出：宮本幸裕、川畑喬

- 總作畫監督：谷口淳一郎、山村洋貴
- 效果作畫監督：橋本敬史
- 主要動畫師：下司祐也、菊田洋一
- 作畫監督：

渡邊和夫、石原惠治、小林亮、白石達也、牧孝雄、矢向宏志、潮月一也、中屋了
住木悅子、中村直人、犬塚八愛、阿部智之、栗原基彥、山田有慶、伊藤良明、高野晃久、宮嶋仁志、神谷智大、栗田聰美、飯野誠
- 原畫

下司祐也、菊田洋一、坂本一也、清水惠子、松浦力、住本悅子、西澤真也、神谷智大、山田有慶、石田一將、栗田聰美、皆川隆太郎、吉岡毅、原修一、朝井聖子、飯野誠、前田義宏、前田達之、吉田伊久雄、佐佐木貴宏、安食圭、木下裕孝、五反孝之、火星、寺井佳史、杉江敏治、上田惠未、阿部、中野良一、增田信孝、池田早苗、村山公輔、齋藤美香、井口真理子、三輪幸彥、佐佐木守、星和伸、德丸輝明、津幡佳明、矢吹智美、阿部美佐緒、武市直子、清水空翔、池谷祥明、河野繪美、鳥山冬美、奧田陽介、森藤希子、木村都彥、藤井辰已、增田哲彌、小島崇史、茅原渡、津村達朗、新井博慧、戶田麻衣、談議裕子、相坂士紀、秋葉徹、長谷川哲也、伊藤岳史、增井直子、松田宗一郎、富田惠美、瀧山真哲、頂真司、服部聰志、榎本花子、中村真由美、星野真澄、佐藤綾、佐藤利幸、和田佳澄、阿部慈光、今中俊輔、渡邊和夫、石原惠治、矢向宏志
伊藤良明、阿部嚴一朗、松本元氣、岩崎安利、油谷陽介、佐佐木滿、香取泰江、綾部美穗、泉美紗子、燒田翔子、名倉靖博、鈴木博文、橋本敬史
- 第二原畫

清水直樹、大高美奈、田中千惠、片山陽一郎、關本美穗、三輪子、平川和之、飯野伸夫、關谷真實子、岡田雅人、大橋勇吾、古賀美裕紀、高井哲也、鈴木祥子、河田泉、中山初繪、渡邊葉瑠、久保田佳樹、來栖川初音、井上美香、豆塚香
- 動畫檢查：竹繩利名
- 動畫：

紺野大樹、涉田直彰、小森亞紀、小長井美南、青木聰、尋田耕輔、竹繩利名、矢野美幸、星公子、及川佳耶子、上野、宮田知子、新谷研人
- 色彩設計：日比野仁、瀧澤泉
- 色彩指定、檢查：日比野仁、瀧澤泉、渡邊康子、勝健輔、石井理英子、佐藤佳奈子
- 上色：DIGITAL＠SHAFT、西村智容
- 特殊效果：DIGITAL＠SHAFT
- 異空間設計：劇團狗咖哩
- 異空間美術、背景：南鄉洋一
- 美術監督：内藤健（Studio Chu Leaf）
- 美術設定：大原盛仁、寺尾洋之
- 補助美術監督：河嶌英理香、鈴木友成
- 背景：

大平司、吉田美千子、上野比呂美、池田勉、渡嘉敷壯、Scott Macdonald、松下佳香、菊名香、加藤學、蘆野由紀子、加藤三朗、立石健、榊原和美、高橋雅子、大吉麗奈、藤井さやか、伊東春香、望月卓磨、立岩大實、新城湧基、相澤諒、川原和也、安齋史織、室化美里、安積克豐、前田明彥、Sania Cisse、有本妃查惠、Somprasong Vignarath、大石樹、山本惠、和泉直樹、佐藤良雅、難波諒、山本優、平山步夢、和田雅史、鄧棋耀、吳建民
背景協力：
椋本由里、最上、相川、近藤梓、那須、崔娥榮
ECHO動畫、GOLDEN BELL
背景掃描：佐藤廣明、木村誠、木村勇介（掃描屋）
- 視覺效果監督：酒井基
- 視覺效果：酒井基、倉原昌宏、丸尾健士、高野慎也
- 動態圖像協力：熊谷、雨宮茂幸
- 「夢魘」造形協力：堀江菜月（株式會社Cube）

- 攝影監督：江藤慎一郎
- 攝影：江藤慎一郎、江上憐、會津孝幸、土屋康次、衞藤直毅、吉岡春奈、宋守貞
- 攝影協力：Studio elle、西村徹也
- 剪接：松原理惠（瀨山剪接室）
- 剪接助手：佐佐木紘美
- 影像剪接：武村英紀、久嶋庸泰、舘遼太郎（Sony PCL）
- 數碼影院調控：石坂英樹、田村直果（CineLaPista（Sony PCL））
- 實驗室協調：伊藤秀樹

片頭曲
- 分鏡、演出：川畑喬
- 作畫監督：谷口淳一郎
- 原畫：宮田隆司、瀧山真哲、菊田幸一、渡邊和夫、杉山延寬、松本元氣、中村直人、田中宏紀、池田早香、伊藤一樹、櫻井正明
- 動畫檢查：竹繩利名
- 色彩指定及檢查：日比野仁
- 背景：內藤健
- 攝影：會津孝幸
- 製作進行：安田孝一

片尾曲
- 動畫製作：鈴木博文

- 音響監督：鶴岡陽太
- 音響效果：田中秀實
- 錄音：矢野
- 錄音助手：砂庭舞、田中文章
- 錄音工作室：studio2010:、studio2001:
- 德語選角：木內一雄（Langham）
- 音響製作擔當：杉山好美
- 音響製作：樂音舍
- 音樂：梶浦由記
- 「Connect」遊戲編曲：NIHILISTICA
- 音樂監製：森康哲、外村敬一
- 主題曲製作：長谷川景、石川大
- 音樂製作：Aniplex

LIDEN FILMS、旭製作
Digital Network Animation、Synergy SP、Studio Moo、Studio Luna、MSJ武藏野製作所、Anitus-Kobe 、中村製作、菁畫舍、Production EN、銀畫屋、AI、壽門堂、R.I.C.、PEACE、Dream Force、Triple A、上海斯伯麥數碼美術有限公司、Sunshine、Ace Company、J & K Corporation、Core、CLC、BEEP、PicOulu、神龍、drop、Studio Pierrot、Khara、Inglesa、Gimlet、WISH、Anime Sh、Taj、蘭山、NEOX、Asura Film、Studioμ、PRA、Falcon、Digital Evolution Factory、Art Baseband、Project 4、ufotable、Trigger、Graphica、Seven Arcs、OH-Production、Another Push Pin Planning、半扇門
- 企劃：夏目公一朗（Aniplex）、孝壽尚志（芳文社）、村田嘉邦（博報堂DY Media Partners）、（Nitro+）、太布尚弘（Movic）、西村克己（每日放送）
- 監製：岩上敦宏（Aniplex）、久保田光俊（SHAFT）
- 共同監製：淀明子（Aniplex）、小林宏之（芳文社）、細川修（博報堂DY Media Partners）、土居由直（Nitro+）、金庭惠（Movic）、丸山博雄（每日放送）
- 副監製：黑崎靜佳、石川達也（Aniplex）、久保田尋木（芳文社）、小岐須泰世（博報堂DY Media Partners）、大嶋實句（SHAFT）、前田俊博（每日放送）
- 助理監製：上治知世
- 動畫監製：岡田康弘
- 製作總務：宗谷一輝
- 製作進行主管：新家朋人
- 設定製作：小野洋太
- 製作進行：鈴木隆介
- 製作補助：田上公仁、阿彥祐可、安田孝一
- 宣傳監製：菅野泰史、金澤利幸
- 宣傳：川內丸司、安藤實
- 公關：成瀨保則、志村藍香、山下佳奈子、筒井史子、久保木京子、長壁、鶴田菜生子、西田藍子（Phantom Film）
- 網絡公關：中嶋瞳、東香瑠（FLAG）
- 網絡擔當：上辻康二、深田優作、紀伊惠美、宮岡修武、加加本裕樹
- 標識設計：染谷祥平（BALCOLONY.）
- 預告篇製作：小林一三、川部智貴、大塚朝子（Baca the Bacca）
- 授權統籌：清水廣美
- 授權擔當：平山公通
- 發行統籌：山田邦雄
- 發行協力：高橋優、海老原雅美
- 劇場總務：中村哲也、新倉廣治、內山拓哉、兒島浩史、美濱浪萬
- 劇場宣傳：福永智一、中山實花
- 協力：

鈴木信隆、本木圓、後藤秀樹、佐佐木宏、末平、小高洋介、保田志乃、神宮司學、信岡慶子、松永友喜子（Aniplex）
森村健太郎（芳文社）
山本倫生（博報堂DY Media Partners）
池邊真佐哉、山根淳綺（每日放送）
若尾博司、福原奈津子、牧宜樹、水澤佳世子（SHAFT）
- 動畫製作：SHAFT
- 製作：Madoka Movie Project（Aniplex、芳文社、博報堂DY Media Partners、Nitro+、Movic、SHAFT、每日放送）
- 發行：華納兄弟

### 音樂
《カラフル》
作詞、作曲：渡邊翔，編曲：湯淺篤，主唱：ClariS
片頭曲。收錄於同名專輯當中。
根據ClariS所說，這是一首融合曉美焰與鹿目圓的心情的歌曲，比起電視動畫的「Connect」與［前篇］［後篇］的更能展現出希望和光明的未來。
《你的银色庭院》（君の銀の庭）
作詞、作曲、編曲：梶浦由記，主唱：Kalafina
片尾曲。收錄於同名專輯當中。歌詞相當於曉美焰視角的本作結局描寫。
《misterioso》
作詞、作曲、編曲：梶浦由記，主唱：Kalafina
收錄於專輯《你的银色庭院》當中，是為插曲。
電影原聲帶
| ［新篇］電影原聲帶 | ［新篇］電影原聲帶              | ［新篇］電影原聲帶       | ［新篇］電影原聲帶 |
| #                  | 外語曲名                        | 中文（意譯）             |                    |
| ------------------ | ------------------------------- | ------------------------ | ------------------ |
| 1                  | once we were                    | 我們曾經如此             |                    |
| 2                  | nightmare ballet                | 夢魘芭蕾舞               |                    |
| 3                  |                                 | 還不行喔                 |                    |
| 4                  | nice to meet you                | 很高興認識妳             |                    |
| 5                  | nothing special, but so special | 平凡的時光，如此特別     |                    |
| 6                  | nightmare!!                     | 夢魘！！                 |                    |
| 7                  | Holly Quintet                   | 神聖五重奏               |                    |
| 8                  | one for all                     | 我為人人                 |                    |
| 9                  | he is...                        | 他是...                  |                    |
| 10                 | the battle is over              | 戰鬥結束                 |                    |
| 11                 | doubt                           | 疑心                     |                    |
| 12                 | something, everything is wrong  | 有些事, 以致一切都出錯了 |                    |
| 13                 | raise the curtain               | 揭開帷幕                 |                    |
| 14                 | never get there                 | 未曾擁有                 |                    |
| 15                 | I remember                      | 我記得                   |                    |
| 16                 | face the truth                  | 面對真相                 |                    |
| 17                 | doubt #2                        | 疑心 #2                  |                    |
| 18                 | gonna fight with me             | 跟我戰鬥                 |                    |
| 19                 | absolute configuration          | 絕對組態                 |                    |
| 20                 | her decision                    | 她的決定                 |                    |
| 21                 | where is the truth?             | 真相在哪裡？             |                    |
| 22                 | pulling my own weight           | 盡我自己的義務           |                    |
| 23                 | another episode                 | 另一篇故事               |                    |
| 24                 | wanna destroy?                  | 追求毀滅？               |                    |
| 25                 | dream world                     | 夢中世界                 |                    |
| 26                 | never leave you alone           | 絕不讓妳孤獨             |                    |
| 27                 | this is the truth               | 這就是真相               |                    |
| 28                 | flame of despair                | 絕望的業火               |                    |
| 29                 | now he is                       | 現在的他                 |                    |
| 30                 | you are here                    | 妳在這裡                 |                    |
| 31                 | experimentation                 | 實驗                     |                    |
| 32                 | Noi!                            | 不！                     |                    |
| 33                 | the worst ending                | 最壞的結局               |                    |
| 34                 | I cursed myself                 | 我詛咒我自己             |                    |
| 35                 | this is my despair              | 這就是我的絕望           |                    |
| 36                 | theater of a witch              | 一個魔女的劇場           |                    |
| 37                 | we're here for you              | 我們與妳同在             |                    |
| 38                 | take your hands                 | 握起妳的手               |                    |
| 39                 | wings of relief                 | 救贖的翅膀               |                    |
| 40                 | I was waiting for this moment   | 我一直在等待這一刻       |                    |
| 41                 | her new wings                   | 她的新翅膀               |                    |
| 42                 | solve the riddle                | 解謎                     |                    |
| 43                 | I think this world is precious  | 我覺得這個世界是珍貴的   |                    |
| 44                 | happy ending                    | 圓滿的結局               |                    |
| 45                 | not yet                         | 還未可以                 |                    |

### 評價
| 媒體               | 累積平均得分 |
| ------------------ | ------------ |
| ぴあ電影生活       | 3/5颗星      |
| 雅虎日本電影       | 3/5颗星      |
| bilibili           | 9.9 / 10     |
| 動畫新聞網         | Very good    |
| 巴哈姆特電玩資訊站 | 9.6 / 10     |
| Metacritic         | 9.5 / 10     |
| 豆瓣               | 9.0 / 10     |
| 時光網             | 8.4 / 10     |
| Bangumi 番组计划   | 8.3 / 10     |
| 網路電影資料庫     | 7.7 / 10     |
| 爛蕃茄             | 89%          |

在日本，許多專業人士給予正面評價。影評清水節給予4顆星的好評。影評宇多丸也給予滿分100分。雜誌編輯宇野常寬以「太棒了」一言概括電影。大阪藝術大學教授岡田斗司夫給予92分高分好評。小說家奈須蘑菇給予好評，表現滿足和佩服，推薦觀眾再看一遍。編劇辻真先認為本作是「很輝煌的續集」，異世界的設定與較高完成度令其容易沉迷當中，整體而言是感到有趣，並打算再看一次。［新篇］在電影旬報「2013年日本電影總排名」是141部電影中的第53名（動畫電影第3名）。第19回神戶動畫獎則稱許「描繪了《魔法少女小圓》的真正最高潮」。
另一方面，美國動畫新聞網的查普曼（Jacob Chapman）主張［新篇］本身沒有存在的必要性，全片尾聲的轉折為一大敗筆，劇本將總評拉低為「B」。加拿大Glass Reflection影評網給予高分8.54分，但仍著力批評：「全片尾聲的轉折儘管合理，但呈現方式不佳，令人失望」、「原作電視動畫非常完整，不需要續作。但［新篇］使得《魔法少女小圓》陷入故事不完整的膠著狀態，亟需續作補完結局」。香港作家湯禎兆的影評在《新報》副刊分成4部連載，他認為相較於原作電視動畫，此次［新篇］的文本、影像彼此分離，不再是有機整合的一體。且曉美焰的最終發展滿足了網路世代自我中心的心理，有討好潛在支持者的用意。
根據出版商ぴあ的調查，［新篇］上映首日滿意度達91%。至上映二個月（12月24日）為止，日本、歐美的網路評分呈兩極化趨勢，因而量化評分處於中位數。總體上，不論抱持正面或負面評價的觀眾，均表示對新劇情感到驚訝和衝擊；而事先知曉劇本的人員，包括一眾角色配音員（CV）、角色設計原案蒼樹梅、總作畫監督山村洋貴等人，在上映前的專訪均有表現類似的感受。在一次離場調查中，有觀眾指出觀賞前有感新作會在原作的結尾畫蛇添足，結果卻見證了一個意猶未盡的展開，比一般倚賴獨有人物或新舞台去支撐故事的劇場版顯得有心思；對新增角色談不上喜歡，但仍留下清晰印象。大部分人都對作品表示有趣，當中印象最深的是一場規模不小的魔法少女槍彈大戰。在IT網站Mynavi讀者票選「2013年最有趣的動畫·特攝電影」，［新篇］獲選男性向第1名，女性向第4名。另於電影.com讀者票選「2013年電影排名」中，［新篇］獲選第8名。
部份觀眾不滿新故事破壞了電視動畫所建立的角色形象及劇情意義。同時也有觀眾質疑故事與製作是否配得上劇場版應有的優秀標準，認為新作不值得其滿懷期望地入場支持；亦有評論針對編劇虛淵玄的寫作風格，認為他駕馭2小時作品的功力十分參差，令人在了解角色帶出的新設定時舉步惟艱。。此外，本作資訊量龐大，初次觀看未必可消化大多數內容，尤其在故事中盤開始，節奏過快欠妥的感覺尤其明顯。

#### 獲獎紀錄
製片人岩上敦宏曾就參加奧斯卡金像獎評選「感到光榮」，但本作與《怪獸大學》等皆未獲提名。
在同一年度的日本動畫電影獎項中，本作普遍獲得年度最佳、年度優秀（第2位）的評價。
| 揭曉時間       | 獎項                          | 獎項部門                 | 結果        |
| -------------- | ----------------------------- | ------------------------ | ----------- |
| 2017年         | NHK日本動畫100                | 最佳動畫100              | 劇場版第4名 |
| 2015年         | 2015年英國動畫網大獎          | 最佳動畫電影             | 亞軍        |
| 2015年         | 2015年英國動畫網大獎          | 最佳動作片               | 提名        |
| 2015年         | 2015年英國動畫網大獎          | 讀者票選年度動畫         | 提名        |
| 2014年10月23日 | 第19回神戶動畫獎              | 作品獎                   | 獲獎        |
| 2014年10月11日 | Newtype×Machi★Asobi動畫獎2014 | 作品賞（劇場作品）       | 第2名       |
| 2014年10月11日 | Newtype×Machi★Asobi動畫獎2014 | 虛構角色賞（女性）       | 第3名       |
| 2014年10月11日 | Newtype×Machi★Asobi動畫獎2014 | 主題曲獎                 | 第8名       |
| 2014年10月11日 | Newtype×Machi★Asobi動畫獎2014 | 伴奏獎                   | 第7名       |
| 2014年10月11日 | Newtype×Machi★Asobi動畫獎2014 | 劇本獎                   | 第2名       |
| 2014年10月11日 | Newtype×Machi★Asobi動畫獎2014 | 角色設計獎               | 第9名       |
| 2014年3月8日   | 第37回日本電影金像獎          | 最佳動畫片獎             | 優秀獎      |
| 2014年3月22日  | 第13回東京動畫獎              | 年度最佳動畫（劇場部門） | 優秀獎      |
| 2014年1月16日  | 第86屆奧斯卡金像獎            | 最佳動畫片獎             | 預選名單    |

### 逸事
乃木坂46真人CM
2014年4月2日，女子偶像團體乃木坂46公開其為［新篇］錄製的真人廣告（實寫CM），片中乃木坂46成員穿著「惡魔」曉美焰的服裝，並模仿劇中的壓軸槍戰。此外亦出現電腦繪製的全立體CG的「人魚魔女」、使魔「偽街的孩子們」、高速飛行的丘比、變黑的曉美焰靈魂寶石等角色與道具。
網路文化
劇中鹿目圓的台詞「終於見面了」（やっとあえたね）取得2013年度新語、流行語大賞（網路流行語）候選資格，最終由「加倍奉還等獲獎。
2014年4月1日愚人節時，有人特別利用與官方網站相似的網址發出第4部劇場版於2015年公映的假消息。後來該網頁上亦有所註明：「這是愚人節的捏他。騙了大家不好意思。」
天價競標紀念品
2013年11月11日，做為第3週起的電影贈品（入場特典）、內容隨機配置的電影底片，在雅虎日本拍賣頻道以超過410萬日圓結標，成為有史以來市值最高的動畫電影底片。
英語教科書
桐原書店《PRO-VISION English Communication Ⅰ NEW EDITION》英語教科書（2016年版）內，排在諾貝爾獎研究介紹之後的第二篇課文（Lesson 2）中特以本作劇照代表「日本特有的便當文化」。

### 特別活動

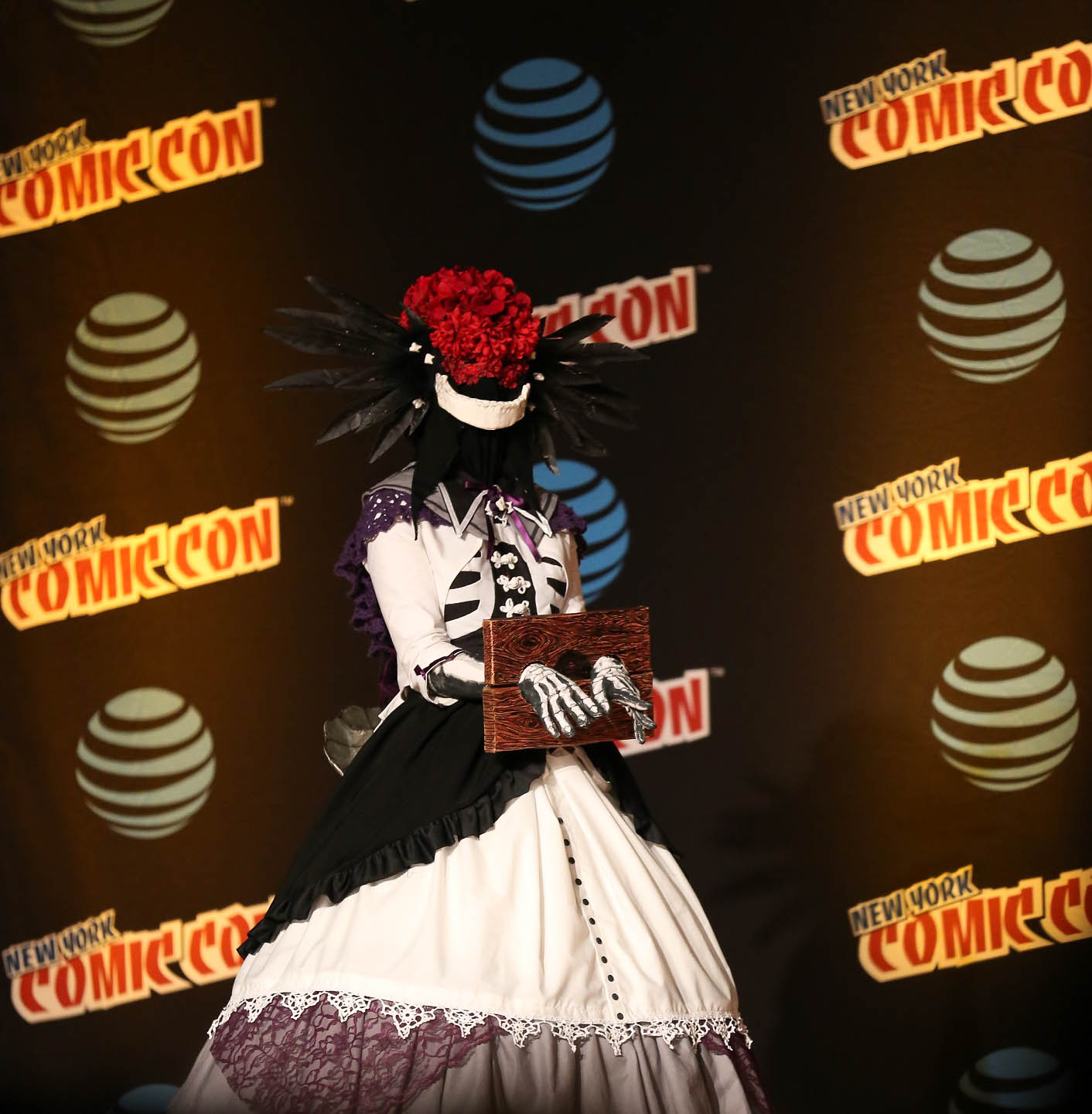
美國影迷扮演「胡桃鉗魔女」榮獲2016年紐約動漫展Cosplay比賽第3名。

上映前
為紀念本作上映，9月至10月底，官方在日本5大城市－東京、大阪、名古屋、札幌、福岡舉辦［前篇］［後篇］的「複製原畫展」。位於六本木新城展望台的東京會場首次展出高達2米的「終極小圓（圓神）」模型，以及各主角的1比1真人比例模型。
10月16日，擁有80年歷史的東京室內管弦樂團在澀谷公會堂舉行首次「劇場版 魔法少女小圓 交響樂團音樂會」。會中，樂團演奏了40首［前篇］［後篇］的配樂。之後，樂團也在仙台（11月10日）、廣島（12月8日）、名古屋（12月11日）、大阪（12月14四）、高松（12月23日）等地巡迴公演。
為配合［新篇］的上映，官方安排2部電影進行電視頻道的首度播放。2013年10月25日，製作局每日放送自深夜0時59分播放［前篇］與［後篇］的4小時特備節目，在正篇前後附設部分欣賞本作的藝人——松尾翠、東野幸治、松井玲奈（SKE48）及作簡短傾談，探討一些作品的魅力。TBS電視台亦於同年11月4日深夜2時42分播放［前篇］，並於11月6日深夜3時05分播放［後篇］。
上映後
官方安排51間電影院於首映日10月25日午夜0時進行「全世界首映」。東京電影院、大阪電影院聯袂舉行「新房昭之監督作品放映祭2013」，推出本作連同4部新房昭之導演與Aniplex合作的動畫作品的鑑賞套票。作品分別為《貓物語（黑）》、《貓物語（白）》、《向陽素描 沙英．尋 畢業篇》及《柯賽特的肖像》。
官方宣佈本作與當時播映中之電視動畫《物語系列 第二季》合作，推出4部下集預告風格之觀賞禮儀介紹片段，由西尾維新撰寫原稿及針玉負責兩邊角色的插畫，於上映首4週分批放映。音聲演出者大多為兩部作品共通之配音員（CV），並以《物語系列》當中的身份演繹。4部演出者按公開順序分別為水橋香織（忍野扇）、喜多村英梨與井口裕香（阿良良木火憐、阿良良木月火）、加藤英美里（八九寺真宵）以及齋藤千和（戰場原黑儀）。
11月4日，東京電視台於早上8時播2小時放特別節目，向觀眾精要地介紹故事前情及坊間迴響，亦直接播放了［新篇］前3分鐘的內容。
11月23日、12月12日、12月24日至25日，為慶祝入場觀眾先後突破100萬、130萬人次以及聖誕節，追加贈送第4款、第5款、第6款電影贈品（入場特典），分別為總作畫監督谷口淳一郎以及山村洋貴特製的角色雙面圖卡、收錄本作魔女設定的「魔女圖鑑 -WITCHES artwork-」、谷口特製的雙面聖誕卡。
12月31日當天，恢復至最初的上映規模，其中46廳同時放映［前篇］［後篇］［新篇］3部作品。
2014年1月11日，為慶祝重新擴大上映廳院，追加贈送第7款電影贈品。
海外
2013年10月18日，本作登上台灣《EZ Japan流行日語會話誌》第159期／11月號的封面，雜誌以長達4頁的中日對照文章介紹這部電影。
11月21日出版的香港科技雜誌《e-zone DIGI》第七百九十七期的《Explore Video》版面中，以《魔法少女的開始．永遠．叛逆》為題，報導了［前篇］［後篇］［新篇］3部劇場版。
2014年4月24日，香港專業教育學院 IVE(CW) 動漫文化社舉辦「第十六回動畫電影放映會」放映本作。
11月5日，香港中文大學學生會動漫畫研究社的「動畫放映會」放映本作與《言葉之庭》。

### 票房
在日本，［新篇］首週末票房收入約400,003,600日圓，合共271,279人次入場收看，位居2013年日本週末票房冠軍（第43週）及入場人次冠軍。在近代深夜動畫的延伸電影作品中，此首映票房數字同樣位列第1，打破此前由《K-ON！輕音少女劇場版》保持的紀錄（此紀錄後被2015年6月13日公映的LoveLive!劇場版以4億零23萬5800日圓周末票房打破。）。由於在地震與颱風的雙重不利影響下仍於2天之內突破票房紀錄，因而有日本媒體譽為「接近颱風」的熱潮。同時亦有意見認為，票房報捷主因是在於忠實影迷對電影贈品的熱切追求，以及用行動支持作品的極端心態，其中就傳出有觀眾在第一週內看了不下十數次的紀錄。
11月7日，本作在上映13天內突破10億票房；11月15日，本作在上映21天內突破100萬入場人次，成為最快達成相關紀錄的深夜動畫延伸電影。
12月15日，本作在上映第8週突破19.3億票房，再度擊敗《K-ON！輕音少女劇場版》，締造了深夜動畫延伸電影的史上最高票房，亦突破140萬入場人次。
12月31日，本作在上映第9週累計票房達到2,002,879,400日圓，累計1,451,121個入場人次。。直至2014年1月，總計票房為約20.8億日圓，本土收益於2013年度的日本電影中排名第15位。
日經娛樂在2014年初推定，最終票房約達23億日圓。上述成績皆為深夜動畫劇場版之最。
海外
在美國，首週末票房收入為190,479美元，位列第24位。最後總計收入為375,627美元，創下發行商Eleven Arts在美發行電影的最高收入 。
| 上一届： 《向陽處的她》 | 2013年日本週末票房冠軍 第43週 | 下一届： 《SPEC～結～ 漸之篇》 |

### BD及DVD
2014年1月12日，官方公佈發售BD及DVD的詳情。有關產品分為3個版本，包括完全生産限定版、通常版藍光光碟（BD）組合，以及通常版DVD。所有版本都在2014年4月2日正式發售。所有版本均附贈無字幕OP影像。音聲方面同時收錄了日語及英語2種字幕，同時設有配音員（CV）評論副音軌。完全生産限定版BD組合特別加送：曉美焰特別場景之首次錄音剪輯版、與《物語系列》第二季合作之觀賞禮儀介紹片段、於東京電視台播放的2小時放特別節目影碟、劇場預告及CM、電影原創音樂專輯、特製小冊子及光碟套連三方背光碟盒等贈品（特典）。另外透過不同地方及渠道購買，亦附送多項預約贈品及特定商戶贈品（店舖特典）。
發售前一個月，位於秋葉原的Gamers懸掛了數公尺高的大樓外牆廣告。
2014年4月8日，新篇的首周銷量數據公布，連同完全生產限定版(BD)，及BD和DVD的通常版，總共售出14萬8千餘套，打破以前由《K-ON！輕音少女劇場版》所保持的約14萬套深夜動畫首周銷量紀錄，單純計算完全生產限定版的約12萬8千套銷量亦占據史上動畫首周BD銷量的第三位。2014年4月22日，三種版本的影碟的總銷量達到16萬7697套，正式突破《K-ON！輕音少女劇場版》16萬5784套的總銷量紀錄，成為近代深夜動畫影碟銷量的第一位。
2014年6月18日，Oricon公信榜公布了2014年上半年的各領域排名，當中本作在動畫BD區塊中獲得2014年上半年的第一名。
截至2014年11月8日，完全生產限定版連同通常版BD及DVD，總共售出18萬2千套左右。

## 〈瓦爾普吉斯之迴天〉

### 概要
劇場版第4作為《魔法少女小圓》系列正統續作。《劇場版 魔法少女小圓〈瓦爾普吉斯之迴天〉》（劇場版 魔法少女まどか☆マギカ 〈ワルプルギスの廻天〉）首次宣布於2021年4月25日的10周年紀念活動「魔法少女小圓 10th Anniversary Stage」，銜接前作《［新篇］叛逆的物語》。本作與2015年概念短片的關係、系列要角「瓦爾普吉斯之夜」的關係皆尚不明朗。
2023年9月10日舉行的Aniplex線上嘉年華（Aniplex Online Fest 2023）宣佈上映日期為2024冬季。2024年8月16日在官網上宣布將延期上映，日期延期至2025年冬。最終預定於2026年2月上映。

### 製作
製作人員
- 原作：Magica Quartet（新房昭之、虛淵玄、蒼樹梅、SHAFT）
- 總導演：新房昭之
- 導演：宮本幸裕
- 編劇：虛淵玄（Nitro+）
- 角色設計原案：蒼樹梅
- 角色設計：谷口淳一郎
- 異空間設計：泥犬（劇團狗咖哩）
- 音樂：梶浦由記
- 動畫製作：SHAFT

## 相關作品

### 漫畫版
《劇場版 魔法少女小圓［新篇］叛逆的物語》的漫画化作品於2013年11月12日發行第1冊，連續三個月發行，全3冊。漫畫作者為Hanokage。

### 劇場版 魔法少女小圓：戰鬥五芒星
《劇場版 魔法少女小圓：戰鬥五芒星》（日語：劇場版 魔法少女まどか☆マギカ The Battle Pentagram）是一款PlayStation Vita專用的3D動作遊戲，於2013年12月19日由万代南梦宫娱乐發行。
遊戲由兩大故事路線組成，一個基於劇場版［前篇］［後篇］的路線，另一個是遊戲原創的路線。本作與劇場版［新篇］的內容無關。在主線故事中，即將死於「魔女之夜」一戰的鹿目圓告訴曉美焰：「如果所有的魔法少女團結一致，便可能獲勝」。因此，下一個時間軸的發展，成為眾人建立友好關係的故事。本作在PlayStation Store上另有提供額外角色服飾。

### 劇場版 魔法少女小圓 MAGICARD BATTLE
《劇場版 魔法少女小圓 MAGICARD BATTLE》（日語：劇場版 魔法少女まどか☆マギカ MAGICARD BATTLE）是一款2014年7月由SEGA推出的街機紙牌遊戲。繼承已下市的「閃電十一人GO Battrism」的Kuruka Station街機架構。2014年10月31日，第2版的《劇場版 魔法少女小圓 MAGICARD BATTLE 2nd》上市。2015年2月19日，第3版的《劇場版 魔法少女小圓 MAGICARD BATTLE 3rd》上市。
街機系列自2015年9月4日開始陸續關閉。Kuruka Station長達8年9個月的歷史落下帷幕。

### 手機遊戲
《劇場版 魔法少女小圓［前篇］起始的物語／［後篇］永遠的物語》是一款由Nitro+和Mobcast共同開發，由中國bilibili公司獨家發行的智慧型手機社交遊戲。IOS版本於2016年12月22日開始上市，Android版本於2016年12月28日開始上市。
本作是基於劇場版內容的2D橫向動作遊戲。雖然只發行簡體中文版，但日語配音仍為動畫原班人馬，原作動畫系列的部份班底也參與了製作。

### 管弦樂團演奏會
自2014年10月13日起，《劇場版 魔法少女小圓［新篇］叛逆的物語 管弦樂團演奏會》在日本全國7個城市依次舉行。Aniplex協力，「魔女之夜」交響樂團（交響楽団「ワルプルギスの夜」）協力策劃。各場次的主持人，大阪公演為水橋香織與阿澄佳奈、東京公演為野中藍、濱松公演為悠木碧。
- 2014年10月13日 大阪ORIX劇場
- 2014年10月25日 東京藝術劇場
- 2014年12月7日 濱松 Act City Hamamatsu
- 2015年2月10日至11日 札幌市教育文化會館

### 札幌雪祭
2015年2月在北海道札幌大通11丁目舉行的「第66屆札幌雪祭」中，安置了丘比的大型雪雕。 此外，也與初音未來合作，推出包括初音與曉美焰交換服裝的設計商品。

## 外部連結
- 劇場版 魔法少女小圓 ［前篇］起始的物語／［後篇］永遠的物語 官方網站 （页面存档备份，存于）（日語）
- 劇場版 魔法少女小圓 ［新篇］叛逆的物語 官方網站 （页面存档备份，存于）（日語）
- 劇場版 魔法少女小圓 〈魔女之夜的迴天〉 官方網站 （页面存档备份，存于）（日語）
- 互联网电影数据库（IMDb）上《劇場版 魔法少女小圓 ［前篇］起始的物語》的资料（英文）
- 互联网电影数据库（IMDb）上《劇場版 魔法少女小圓 ［後篇］永遠的物語》的资料（英文）
- 互联网电影数据库（IMDb）上《劇場版 魔法少女小圓 ［新篇］叛逆的物語》的资料（英文）